# José I. Aguilar Irungaray
José I. Aguilar Irungaray (Palaú, Coahuila, 1908) fue un político mexicano, miembro del Partido Revolucionario Institucional, que fue diputado federal y senador por el estado de Chihuahua.
José Aguilar Irungaray nació en el pueblo minero de Palaú en el estado de Coahuila, sin embargo, desde muy temprana edad junto a su familia se trasladó al estado de Chihuahua, donde desarrolló su carrera política, no tuvo estudios formales dedicándose a la minería desde su juventud y pronto desde esa actividad comenzó a destacar como líder sindical y político, lo cual lo llevó a ocupar cargos de elección popular, siendo Presidente Municipal de Chihuahua de 1940 a 1941, Secretario General del Sindicato Nacional de Trabajadores Mineros y Metalúrgicos en Chihuahua de 1942 a 1943, electo por primera ocasión diputado federal por el II Distrito Electoral Federal de Chihuahua a la XLI Legislatura de 1949 a 1952 Presidente Municipal de Parral de 1953 a 1955 y Director de la Penitenciaría del Estado de 1956 a 1958, electo por segunda vez diputado federal por el II Distrito Electoral Federal de Chihuahua a la XLV Legislatura de 1961 a 1964, Presidente de la Junta Federal de Conciliación y Arbitraje en Chihuahua de 1965 a 1970 y electo Senador por Chihuahua para el periodo de 1970 a 1976.